# Besapara Hill
Der Besapara Hill (englisch; bulgarisch хълм Бесапара chalm Bessapara) ist ein 250 m hoher Nunatak auf der Livingston-Insel im Archipel der Südlichen Shetlandinseln. Im Delchev Ridge der Tangra Mountains durchstößt er 0,5 km nördlich des Kalojan-Nunataks, 2 km östlich des Vaptsarov Peak und 1,5 km westlich des Mesta Peak die Eismassen des Sopot-Piedmont-Gletschers.
Bulgarische Wissenschaftler kartierten ihn zwischen 2004 und 2005. Die bulgarische Kommission für Antarktische Geographische Namen benannte ihn 2005 nach der thrakischen Stadt Besapara, die heute im Gebiet der bulgarischen Stadt Pasardschik liegt.